# اس‌اس در (۱۸۶۸)
اس‌اس در (۱۸۶۸) (به انگلیسی: SS Donau (1868)) یک کشتی بود که طول آن ۳۳۲ فوت (۱۰۱ متر) بود. این کشتی در سال ۱۸۶۸ ساخته شد.